# Quicksands (film, 1923)
Pour plus de détails, voir Fiche technique et Distribution.
Quicksands est un film américain réalisé par Jack Conway, sorti en 1923.

## Fiche technique
- Titre : Quicksands
- Réalisation : Jack Conway
- Scénario : Howard Hawks
- Photographie : Glen MacWilliams et Harold Rosson
- Pays d'origine : États-Unis
- Format : Noir et blanc - Film muet
- Genre : drame
- Date de sortie : 1923

## Distribution
- Helene Chadwick : The Girl
- Richard Dix : Lt. Bill
- Alan Hale : Ferrago
- Noah Beery : 'Silent' Krupz
- J. Farrell MacDonald : Col. Patterson
- George Cooper : Matt Patterson
- Tom Wilson : Sgt. Johnson
- Hardee Kirkland : Farrell
- Louis King : Barfly
- Jean Hersholt : Ring Member
- Walter Long : Ring Member
- Jack Curtis : Ring Member
- Frank Campeau : Ring Member
- Edwin Stevens : Ring Member
- James A. Marcus : Ring Member
- Lionel Belmore : Ring Member
- Richard Arlen : (non crédité)